# Bermudas en los Juegos Parapanamericanos de 2023
La delegación bermudeña participó en los VII Juegos Parapanamericanos que se desarrollaron en Santiago, Chile, entre los días 17 y 26 de noviembre de 2023. Los abanderados durante la inauguración fueron Yushae Desilva-Andrade y Omar Hayward, participantes del torneo de boccia.

## Deportistas por disciplina
| Disciplina     | Hombres | Mujeres | Total |
| -------------- | ------- | ------- | ----- |
| Boccia         | 1       | 1       | 2     |
| Para atletismo | 0       | 1       | 1     |
| Total          | 1       | 2       | 3     |

Fuente: Santiago 2023

## Medallistas
| Medalla          | Deportista             | Deporte        | Evento                  | Fecha           |
| ---------------- | ---------------------- | -------------- | ----------------------- | --------------- |
| Medalla de oro   | Jessica Cooper Lewis   | Para atletismo | 100m T53 femenino       | 25 de noviembre |
| Medalla de plata | Yushae Desilva-Andrade | Boccia         | Individual BC1 femenino | 24 de noviembre |

Fuente:Santiago 2023

## Medallas por disciplinas
| Deporte        | Medalla de oro, América | Medalla de plata, América | Medalla de bronce, América |   |
| -------------- | ----------------------- | ------------------------- | -------------------------- | - |
| Para atletismo | 1                       | 0                         | 0                          | 1 |
| Boccia         | 0                       | 1                         | 0                          | 1 |
| Total          | 1                       | 1                         | 0                          | 2 |